# Lijst van olympische medaillewinnaars honkbal
Honkbal vormt samen met softbal een van de olympische sporten, die op de Olympische Zomerspelen wordt beoefend. Honkbal werd voor het eerst opgenomen op het programma van de Zomerspelen van 1992 en stond tot en met de Zomerspelen van 2008 op het programma. Op de Zomerspelen van 2020 keerde de sport terug op het programma. De World Baseball Softball Confederation (WBSC), het fusie resultaat op wereldniveau van de IBAF en de Internationale Softbal Federatie (ISF) is de uitvoerende organisatie. Honkbal wordt alleen door mannen beoefend op de Olympische Spelen. 
Deze pagina geeft de lijst van olympische medaillewinnaars in deze sport.

## Medaillewinnaars
N.B. Bij meervoudige medaillewinnaars staan aantal medailles als (goud-zilver-brons) weergegeven.
| Editie | Goud | Zilver | Brons |
| ------ | --- | --- | --- |
| 1992   | Cuba Omar Ajete Rolando Arrojo José Raúl Delgado Diez Giorge Diaz Loren Osvaldo Fernández José Estrada González Lourdes Gourriel Alberto Hernández Orlando Hernández Orestes Kindelán Omar Linares Germán Mesa Víctor Mesa Antonio Pacheco Juan Padilla Luis Ulacia Ermidelio Urrutia Jorge Luis Valdés Lázaro Vargas                                                                                          | Chinees Taipei Chang Cheng-Hsien Chang Wen-Chung Chang Yaw-Teing Chen Chi-Hsin Chen Wei-Chen Chiang Tai-Chuan Huang Chung-Yi Huang Wen-Po Jong Yeu-Jeng Ku Kuo-Chian Kuo Lee Chien-Fu Liao Ming-Hsiung Lin Chao-Huang Lin Kun-Han Lo Chen-Jung Lo Kuo-Chong Pai Kun-Hong Tsai Ming-Hung Wang Kuang-Shih Wu Shih-Hsih | Japan Tomohito Ito Shinichiro Kawabata Masahito Kohiyama Hirotami Kojima Hiroki Kokubo Takashi Miwa Hiroshi Nakamoto Masafumi Nishi Kazutaka Nishiyama Koichi Oshima Hiroyuki Sakaguchi Shinichi Sato Yasuhiro Sato Masanori Sugiura Kento Sugiyama Yasunori Takami Akihiro Togo Koji Tokunaga Shigeki Wakabayashi Katsumi Watanabe                                                                      |
| 1996   | Cuba Omar Ajete (2-0-0) José Estrada González (2-0-0) Alberto Hernández (2-0-0) Orestes Kindelán (2-0-0) Omar Linares (2-0-0) Antonio Pacheco (2-0-0) Juan Padilla (2-0-0) Luis Ulacia (2-0-0) Lázaro Vargas (2-0-0) Miguel Caldés José Contreras Jorge Fumero Rey Isaac Pedro Luis Lazo Omar Luis Juan Manrique Eliecer Montes de Oca Eduardo Paret Ormari Romero Antonio Scull                               | Japan Masanori Sugiura (0-1-1) Kosuke Fukudome Tadahito Iguchi Makoto Imaoka Takeo Kawamura Jutaro Kimura Takashi Kurosu Takao Kuwamoto Nobuhiko Matsunaka Koichi Misawa Masahiko Mori Masao Morinaka Daishin Nakamura Masahiro Nojima Hideaki Okubo Hitoshi Ono Yasuyuki Saigo Tomoaki Sato Takayuki Takabayashi Yoshitomo Tani | Verenigde Staten Chad Allen Kris Benson R. A. Dickey Troy Glaus Chad Green Seth Greisinger Kip Harkrider A. J. Hinch Jacque Jones Billy Koch Mark Kotsay Matt Lecroy Travis Lee Braden Looper Brian Loyd Warren Morris Augie Ojeda Jim Parque Jeff Weaver Jason Williams |
| 2000   | Verenigde Staten Brent Abernathy Kurt Ainsworth Pat Borders Sean Burroughs John Cotton Travis Dawkins Adam Everett Ryan Franklin Chris George Shane Heams Marcus Jensen Mike Kinkade Rick Krivda Doug Mientkiewicz Mike Neill Roy Oswalt Jon Rauch Anthony Sanders Bobby Seay Ben Sheets Brad Wilkerson Todd Williams Ernie Young Tim Young                                                                    | Cuba Omar Ajete (2-1-0) Orestes Kindelán (2-1-0) Omar Linares (2-1-0) Antonio Pacheco (2-1-0) Luis Ulacia (2-1-0) Miguel Caldés (1-1-0) José Contreras (1-1-0) Pedro Luis Lazo (1-1-0) Juan Manrique (1-1-0) Germán Mesa (1-1-0) Antonio Scull (1-1-0) Yovany Aragon Danel Castro Yobal Dueñas Yasser Gómez José Ibar Oscar Macías Javier Méndez Rolando Meriño Ariel Pestano Gabriel Pierre Maels Rodríguez Lázaro Valle Norge Luis Vera                                                                     | Zuid-Korea Chang Song-Ho Chong Tae-Hyon Chung Min-Tae Chung Soo-Keun Hong Sung-Heon Jang Sung-Ho Jin Pil-jung Kim Dong-Joo Kim Han-Soo Kim Ki-Tae Kim Soo-Kyung Kim Tae-Gyun Koo Dae-Sung Lee Byung-Kyu Lee Seung-Ho Lee Seung-Yeop Lim Chang-Yong Lim Sun-Dong Park Jae-Hong Park Jin-Man Park Jong-Ho Park Kyung-Oan Park Seok-Jin Son Min-Han Song Jin-Woo                                            |
| 2004   | Cuba Pedro Luis Lazo (2-1-0) Antonio Scull (2-1-0) Eduardo Paret (2-0-0) Ariel Pestano (1-1-0) Norge Luis Vera (1-1-0) Danny Betancourt Luis Borroto Frederich Cepeda Yorelvis Charles Michel Enríquez Norberto González Yulieski Gourriel Roger Machado Jonder Martínez Frank Montieth Vicyohandri Odelín Adiel Palma Alexei Ramírez Eriel Sánchez Carlos Tabares Yoandri Urgelles Osmani Urrutia Manuel Vega | Australië Craig Anderson Thomas Brice Adrian Burnside Gavin Fingleson Paul Gonzalez Nick Kimpton Brendan Kingman Craig Lewis Graeme Lloyd Dave Nilsson Trent Oeltjen Wayne Ough Chris Oxspring Brett Roneberg Ryan Rowland Smith John Stephens Phil Stockman Brett Tamburrino Richard Thompson Andrew Utting Rodney Van Buizen Ben Wigmore Glenn Williams Jeff Williams | Japan Kosuke Fukudome (0-1-1) Yoshitomo Tani (0-1-1) Ryoji Aikawa Yuya Ando Atsushi Fujimoto Hirotoshi Ishii Hisashi Iwakuma Hitoki Iwase Kenji Johjima Makoto Kaneko Takuya Kimura Masahide Kobayashi Hiroki Kuroda Daisuke Matsuzaka Daisuke Miura Shinya Miyamoto Arihito Muramatsu Norihiro Nakamura Michihiro Ogasawara Naoyuki Shimizu Yoshinobu Takahashi Koji Uehara Kazuhiro Wada Tsuyoshi Wada |
| 2008   | Zuid-Korea Chong Tae-Hyon (1-0-1) Kim Dong-Joo (1-0-1) Lee Seung-Yeop (1-0-1) Bong Jung-Keun Han Ki-Joo Jang Won-Sam Jeong Keun-Woo Jin Kab-Yong Kang Min-Ho Kim Hyun-Soo Kim Kwang-Hyun Kim Min-Ho Kim Min-Jae Ko Young-Min Kwon Hyuk Lee Dae-Ho Lee Jin-Young Lee Jong-Wook Lee Taek-Keun Lee Yong-Kyu Oh Seung-Hwan Ryu Hyun-Jin Song Seung-Jun Yoon Suk-Min                                                | Cuba Pedro Luis Lazo (2-2-0) Eduardo Paret (2-1-0) Ariel Pestano (1-2-0) Norge Luis Vera (1-2-0) Frederich Cepeda (1-1-0) Michel Enríquez (1-1-0) Norberto González (1-1-0) Yulieski Gourriel (1-1-0) Jonder Martínez (1-1-0) Vicyohandri Odelín (1-1-0) Adiel Palma (1-1-0) Elier Sánchez (1-1-0) Yoandry Urgellés (1-1-0) Rolando Meriño (0-2-0) Alexei Bell Alfredo Despaigne Giorvis Duvergel Miguel Lahera Alexander Mayeta Luis Navas Héctor Olivera Yadier Pedroso Luis Miguel Rodríguez Eriel Sánchez | Verenigde Staten Brett Anderson Jake Arrieta Brian Barden Matt Brown Trevor Cahill Jeremy Cummings Jason Donald Brian Duensing Dexter Fowler John Gall Mike Hessman Kevin Jepsen Brandon Knight Michael Koplove Matthew LaPorta Louis Marson Blaine Neal Jayson Nix Nate Schierholtz Jeff Stevens Stephen Strasburg Taylor Teagarden Terry Tiffee Casey Weathers                                         |
| 2020   | Japan Kōyō Aoyagi Hideto Asamura Sōsuke Genda Hiromi Itoh Suguru Iwazaki Takuya Kai Ryosuke Kikuchi Kensuke Kondo Ryoji Kuribayashi Ryoya Kurihara Masato Morishita Munetaka Murakami Yūdai Ōno Hayato Sakamoto Kodai Senga Seiya Suzuki Kaima Taira Masahiro Tanaka Ryutaro Umeno Tetsuto Yamada Yoshinobu Yamamoto Yasuaki Yamasaki Yuki Yanagita Masataka Yoshida                                           | Verenigde Staten Nick Allen Eddy Alvarez Tyler Austin Shane Baz Anthony Carter Triston Casas Brandon Dickson Tim Federowicz Eric Filia Todd Frazier Anthony Gose Edwin Jackson Scott Kazmir Patrick Kivlehan Mark Kolozsvary Jack López Nick Martinez Scott McGough David Robertson Joe Ryan Ryder Ryan Jamie Westbrook Simeon Woods Richardson | Dominicaanse Republiek Darío Álvarez Gabriel Arias Jairo Asencio Roldani Baldwin José Bautista Emilio Bonifácio Melky Cabrera Luis Felipe Castillo Jumbo Díaz Juan Francisco Junior García Jeison Guzmán Jhan Mariñez Erick Mejia Cristopher Mercedes Johan Mieses Gustavo Núñez Yefri Pérez Denyi Reyes Julio Rodríguez Ramón Rosso Ángel Sánchez Raúl Valdés Charlie Valerio                           |

Stockholm 1912* · 
Berlijn 1936* · 
Helsinki 1952* · 
Melbourne 1956* · 
Tokio 1964* · 
Los Angeles 1984* · 
Seoel 1988* · 
Barcelona 1992 · 
Atlanta 1996 · 
Sydney 2000 · 
Athene 2004 · 
Peking 2008 · 
Tokio 2020 · 
Los Angeles 2028 
Medaillewinnaars
* Demonstratiesport